# Rairobo (Ort)
Rairobo ist ein Ort in der Aldeia Rairobo (Suco Rairobo, Verwaltungsamt Atabae, Gemeinde Bobonaro). Er liegt in einer Meereshöhe von 344 m.
Das Dorf Rairobo befindet sich an einer Straße, die die Aldeia im Zentrum von Nord nach Süd durchquert. Die Häuser reihen sich entlang der Straße auf.